# Gare de Malansac
Gare de Malansac – przystanek kolejowy w Malansac, w departamencie Morbihan, w regionie Bretania, we Francji.
Został otwarty w 1862 przez Compagnie du chemin de fer de Paris à Orléans (PO). Jest przystankiem kolejowy Société nationale des chemins de fer français (SNCF), obsługiwanym przez pociągi TER Bretagne.